# Sernio
Sernio (Sèran in dialetto valtellinese) è un comune italiano di 496 abitanti della provincia di Sondrio in Lombardia.

## Monumenti e luoghi d'interesse

### La chiesa dei Ss. Cosma e Damiano
Dell'antica chiesa dei Santi Cosma e Damiano, prima chiesa Parrocchiale di Sernio, non esiste più alcun avanzo. Probabilmente sorgeva nell'area stessa dell'attuale chiesa e fu abbattuta per lasciare posto alla nuova costruzione sorta nel secolo XVII.
Purtroppo non ci rimane una narrazione documentata circa la costruzione di questa nuova chiesa: la sua architettura ariosa e imponente, con la navata solenne e armoniosa, sta indubbiamente a dimostrare l'audacia e la fede della popolazione d'allora nel programmare un edificio così grandioso. L'unica documentazione d'archivio, che abbiamo potuto trovare sulle origini di questa chiesa, è un'ordinanza del Vescovo di Como Filippo Archinti giunto a Sernio in visita pastorale nel 1614. il Presule comense intimava in quell'anno, alla comunità di Sernio di compiere ogni sforzo per fare una chiesa capace per il popolo di questa cura.
L'ordine del Vescovo trovò immediata accoglienza e la costruzione della nuova chiesa ebbe subito inizio. Nella cronaca si legge che nel 1620 il tempio veniva su a poco a poco, si presentava già nelle strutture murarie. Le spese di costruzione dovettero essere notevoli. In quegli anni però, come risulta da documenti notarili tuttora esistenti, vennero fatte alla chiesa parrocchiale di Sernio cospicue donazioni. Nel 1630 Giovanni Ceppi rinchiuso in casa per timore della pestilenza che infieriva, legò alla chiesa parrocchiale un fondo. Altre cospicue donazioni vennero fatte nel 1636 e nel 1639. Persino un emigrante di Sernio a Cologna nel 1640 assegnò alla Fabbriceria di Sernio la somma di lire valtellinesi trecento due. Risulta anche che nel 1656, un Omodei, offrì lire settecento per pagare la campana maggiore.
Un altro elemento sicuro sulle vicende dell'attuale chiesa parrocchiale, è la data della consacrazione avvenuta il 6 giugno 1681 ad opera del Vescovo di Como Carlo Ciceri. In quella data quindi la chiesa doveva già essere completa anche nelle sue principali decorazioni interne.
Tra i documenti d'archivio si trova una lettera del Vescovo Ciceri che, in data 22 maggio 1682, richiama i parrocchiani all'obbligo di provvedere per il Parroco a una nuova casa parrocchiale decorosa.
Negli anni seguenti la chiesa dei Santi Cosma e Damiano, così dedicata, andò via via arricchendosi di pregevoli opere d'arte. Nel 1704 furono commissionati i quadri a olio raffiguranti la Passione del Signore che ornano le pareti dell'altare maggiore. Nel 1736 fu acquistata la croce processionale, pregevole opera di argenteria di un artista milanese. Nel 1790 fu commissionata l'organo e la cassa risulta opera dell'intagliatore Carlo Venosta di Grosotto. Di qualche anno posteriore e l'imponente monumentale “bussola” d'ingresso centrale della chiesa.
L'attuale altare maggiore fu costruito nel 1856. Molti arredi di buona fattura, calici, ostensorio e turibolo, e alcuni apparati di stoffa pregiata, opera del sei e del settecento, attestano la generosità e l'attaccamento dei Serniesi alla loro parrocchia.
Oltre all'altare maggiore nella chiesa vi sono altri tre altari, dedicati rispettivamente alla Beata Vergine del Rosario, a Sant'Andrea d'Avellino e a Sant'Antonio Abate. In questo altare vi è una buona tela del 1931 del pittore Bracchi. Nel 1954, il Parroco Lenatti don Pio, diede mano a radicali restauri di tutta la chiesa, che fu completamente decorata dal pittore comasco T. Conconi.la decorazione sobria ed elegante, è valsa a far risalire le nobili linee di tutta l'ampia navata. La decorazione è intramezzata da pregevoli affreschi che raffigurano SS. Cosma e Damiano e i quattro Evangelisti posti sopra l'altare maggiore; e San Giuseppe e San Pio X, con i quattro Profeti Maggiori, lunghi gli archi della navata. Nel 1957 un fulmine cadde sul campanile e lesionò gravemente le strutture superiori della cella campanaria. Nel giro di pochi mesi, con notevole sforzo finanziario, tutto fu riparato e ripristinato, e le cinque campane della torre, rifatta più solida e ardita hanno ripreso a rilanciare nella valle il loro canto armonioso. Queste campane che hanno scandito le ore liete e tristi della comunità di Sernio hanno una loro storia. La prima campana (baiona) risale al 1613, rifusa nel 1720 e rifatta nel 1901. Porta l'immagine della Sacra Famiglia, della Madonna, di San Pietro e Paolo. Una scritta latina dice: “Non nobis, Domine, non nobis, sed nomini tuo da gloriam”. La seconda fusa nel 1841, rifatta nel 1901, porta le raffigurazioni di Gesù in Croce, della Madonna Addolorata e dell'Assunta. Una scritta latina dice: “Sit nomen Domini benedictum”. La terza, risale al 1901, porta le immagini del Sacro Cuore di Gesù e di Maria, dei Santi Cosma e Damiano e di San Giorgio. Porta l'iscrizione latina: Refusa ex sumptibus populi Sernii” (rifusa con le offerte del popolo di Sernio). La quarta campana fusa nel 1870, rifatta nel 1907, porta la raffigurazione della Madonna delle Grazie e dei quattro Evangelisti. La quinta campana, la più piccola del concerto, rifusa nel 1901, vi è raffigurato il Battesimo di Gesù, San Luigi, San Martino e San Antonio da Padova. Vi è inciso “A fulgore et tempestate, libera nos, Domine”.
Accanto alla chiesa parrocchiale sorge l'oratorio di San Pietro del 1769.
Di epoca incerta è l'ossario che sorge dirimpetto, fornito di una pregevole cancellata in ferro lavorato.

### La chiesa di san Gottardo
Di epoca assai antica risale la prima costruzione della chiesa di San Gottardo.
Un documento Vescovile del 1332, rilasciato dal Vescovo di Como Benedetto degli Asnaghi, incoraggia un certo frate Romerio da Postalesio, a portare a termine una chiesa dedicata a San Gottardo a Sernio e autorizzava lo stesso a raccogliere elemosine per questo scopo. Sembra quindi logico collocare ai primi del  '300 l'inizio della costruzione della chiesa di San Gottardo. In quegli anni intorno alla chiesa di San Gottardo vi erano certamente delle abitazioni e alcuni documenti dell'archivio di Tirano, stesi dal notaio Cannobio, che rogava nella seconda metà del  ‘400, sono datati in contrada San Gottardo: va quindi ritenuto che questo nucleo di abitazioni sia stato travolto da qualche alluvione o frana, poiché l'attuale chiesa sorge completamente isolata. È probabile che la chiesa sia stata più volte lesionata dalle acque alluvionali. Verso la fine del  ‘500, la chiesa si presentava però in buone condizioni, e il Vescovo Ninguarda nella sua visita pastorale rileva che in questa chiesa vi è grande devozione per San Gottardo. Il grande concorso di devoti in questa chiesa è attestato da grazie e prodigi avvenuti nella chiesa stessa per intercessione del glorioso Vescovo Gottardo. Vi si ricorda i pellegrinaggi e l'afflusso di devoti non solo dalle parrocchie vicine, ma da ogni parte della Valtellina e anche da zone più lontane come da Bormio, Bergamo e molti altri che in tutto il mese di maggio, venivano in gran numero, parte ad onorare questo Santo, e parte a rendere grazie a Dio delle grazie per suo merito ottenute. In quell'epoca doveva esserci già una chiesa abbastanza ampia per accogliere le frequentatissime celebrazioni liturgiche, ma nel secolo seguente le numerose scorrerie militari, la danneggiarono gravemente e fu incendiata nel settembre 1620 allorché i confederati Svizzeri scesero dall'Alta Valle per punire i Valtellinesi dopo l'insurrezione del 1620. Fu proprio nei dintorni della Valchiosa che iniziò la sanguinosa battaglia di Tirano e le truppe bivaccarono nel tempio. La chiesa verso la metà del Seicento fu restaurata, ma riteniamo che l'attuale chiesa, nella sua struttura attuale, sia di epoca più recente. Risulta che nel 1684 i fabbriceri Gottardo Omodei e Gottardo Tampalini lasciavano al tempio di San Gottardo un vistoso patrimonio; probabilmente in quegli anni si stava costruendo l'attuale edificio. La Chiesa di San Gottardo, con i suoi sei altari, si mostrava dunque quasi completa in tutte le sue parti. Nel 1717 il Papa Clemente XI, con suo rescritto, concedeva ai fedeli che visitavano la chiesa di San Gottardo, l'indulgenza plenaria. Nel 1757 il Papa Benedetto XIV dotava la chiesa di altre cospicue indulgenze. Nel 1776 veniva costruito il prezioso altare maggiore in marmi policromi. Nel 1738 Papa Gregorio XVI concedeva il privilegio di celebrare la festa di San Gottardo nella domenica, che seguiva immediatamente la ricorrenza liturgica del Santo (4 maggio).

### La chiesa della Madonna della Neve
Della Chiesa della Madonna della Neve in Sernio non si conosce l'epoca esatta della sua costruzione. Vi sono alcuni documenti dei primi anni del Settecento che parlano di donazioni fatte a questa chiesa.
Di dimensioni molto ridotte è tutto bianco, costituisce con la torre campanaria un complesso ben proporzionato, di armonia semplicità.
L'interno quasi spoglio contiene un'antica ancona lignea intagliata e dipinta.
Grande interesse artistico presenta questa ancona lignea di altissima qualità, scolpita da Giacomo del Maino (Milano 1469 – Pavia 1505), incorporata nell'altare maggiore della piccola chiesa. Nell'ancona lignea di questa chiesa compare nella predella forse per la prima volta anche la mano del suo giovane e promettente figlio Giovan Angelo, che diventerà in un breve volgere d'anni il più grande di tutti gli scultori in legno della regione.
Si tratta di una fastosa opera quattrocentesca di legno intagliato                   (1486 – 1488), dipinto con forti dorature, ha la forma architettonica a due piani, sormontati al centro da una cimasa con fastigio triangolare con dipinto l'Eterno Padre e una Annunciazione alla Beata Vergine. Nel primo piano dell'ancona si aprono quattro piccole nicchie fiancheggiate da cinque pilastrini con intagli variamente intrecciati, dentro le quali stanno da destra a sinistra, le piccole statue di San Gottardo, dei Santi Patroni della Comunità Parrocchiale Cosma e Damiano e di San Pietro.
Il secondo piano è diviso in tre grandi nicchie: quella centrale, più alta delle altre due, contiene il gruppo della Vergine incoronata che inginocchiata adora il Bambin Gesù, mentre in quelle laterali figurano le statue delle Sante Martiri Lucia e Caterina. La struttura che fa da cornice, con decorazioni a volute e conchiglie, è evidentemente di epoca molto posteriore, si tratta di un lavoro secentesco con forti caratteristiche barocche e termina con una corona intagliata e dipinta.
Tutto intorno schiere di Angeli e di Putti sembrano vegliare questa importante opera sacra.
Questa pregevole ancona è ritenuta dagli esperti una delle opere più significative dell'arte valtellinese del tardo Quattrocento.
È probabile che quest'opera provenga da un'altra chiesa più antica e formuliamo l'ipotesi che sia appartenuta all'antica chiesa di San Pietro che è andata distrutta da una frana.

### La Chiesa di San Rocco
La Chiesa di San Rocco in Sernio fu edificata tra la fine del Seicento e l'inizio del Settecento al termine della famosa peste del 1629 che colpì luttuosamente tutta la Valle riducendo gli abitanti di tutti i paesi, secondo lo storico Quadrio da 150.000 a 39.000.
L'attuale Chiesa sorge accanto al cimitero del paese in prossimità della frazione Biolo.
L'interno totalmente spoglio da elementi decorativi contiene un solo altare sormontato da una tela raffigurante la Beata Vergine Maria con in braccio il Bambin Gesù tra San Rocco e San Carlo Borromeo. Un paliotto dipinto, di epoca recente, adorna l'altare. Alle pareti del presbiterio dipinti su tavolette di legno raffigurano diverse grazie ricevute attraverso la preghiera e la devozione dei Santi a cui è dedicata la piccola Chiesa.
La facciata in pietra locale, appare nella sua semplicità e nelle sue linee costruttive, unica decorazione la vetrata centrale che permette l'illuminazione interna della suddetta Chiesa.
Il campanile non molto elevato, e l'intero tetto perimetrale con legni interni a vista, è ricoperto da pietre locali (piode).
Il portone principale a due battenti, è incorniciato da una struttura portante in pietra verde con scolpiti semplici elementi sacri

### Palazzo Omodei
Sovrasta l'abitato del Comune di Sernio la Torre medioevale voluta dalla Famiglia Omodei.
La nobile famiglia, nel 1623,  fece costruire anche l'omonimo palazzo, oggi perfettamente restaurato: un palazzo sorto nel segno della sobrietà, caratterizzato da un susseguirsi armonico di finestre.
Originari di Bellagio, gli Omodei (o Homodei) si trasferirono a Tirano all'inizio del XIII secolo, dando vita a una discendenza numerosa. Da Tirano gli Omodei si spostarono anche in altri paesi della Media Valtellina fra cui Sernio dove, nel 1377, è presente un certo Ser Alberto, la cui discendenza andò via via accumulando ricchezza e prestigio. Nel 1623, pur possedendo una signorile dimora in paese e la torre medioevale, Giovanni Antonio Omodei fece erigere una nuova residenza in contrada Piazza, ad occidente del paese. Ampliato durante il XVIII secolo con l'allungamento dell'ala nord, il palazzo perse splendore insieme alla famiglia, estintasi all'inizio del Novecento, e finì per essere parcellizzato in diverse proprietà e adeguato alle più svariate destinazioni d'uso. Imponente nelle dimensioni, rispetto alle altre abitazioni del paese, il nuovo palazzo sorse comunque all'insegna della sobrietà. Solo i fronti maggiormente in vista, verso la strada e verso il giardino, presentano infatti qualche dettaglio di rappresentanza. Mostrano invece un volto più severo i prospetti verso sud e verso est, affacciati su orti e frutteti.

## Società

### Evoluzione demografica
Abitanti censiti